# Мажяру, Михаил
Михаил Маджару (рум. Mihail Majearu род. 15 июля 1960, Галац) — румынский футболист, выступавший на позициях правого защитника и полузащитника. Известен своими выступлениями за клуб «Стяуа», с которым выиграл Кубок европейских чемпионов в 1986 году.

## Биография
Михаил Маджару родился 15 июля 1960 года в Галаце, Румыния. Свою футбольную карьеру он начал в местном клубе «ФКМ Галац», где провёл два сезона, сыграв 52 матча и забив 11 голов. В 1981 году он перешёл в «Стяуа», где стал ключевым игроком команды. За семь лет в клубе Маджару провёл 198 матчей и забил 32 гола, став четырёхкратным чемпионом Румынии и трёхкратным обладателем Кубка Румынии. В 1986 году он стал победителем Кубка европейских чемпионов, хотя и не смог реализовать пенальти в финальном матче против «Барселоны».
После ухода из «Стяуа» Маджару играл за «Интер Сибиу», где провёл два сезона, а затем перешёл в греческий клуб «Панахаики». Однако в Греции он не смог закрепиться и вернулся в «Интер Сибиу». В 1993 году он перешёл в «Глория Бистрица», а затем играл за «Корвинул» и «ЧФР Тимишоара», где завершил карьеру в 1996 году.
За сборную Румынии Маджару сыграл один матч, который состоялся 8 апреля 1987 года против Израиля.
После завершения игровой карьеры Маджару работал тренером молодёжной команды «Стяуа» до января 2011 года.